# Карліс Гопперс
Карліс Гопперс (латис. Kārlis Goppers; 2 квітня 1876 — 25 березня 1941) — латвійський офіцер, генерал, учасник Першої світової війни та Громадянської війни в Росії, засновник скаутського руху в Латвії.

## Біографія
Карліс Гопперс народився 2 квітня 1876 року в маєтку Маскату неподалік міста Валка в Ліфляндській губернії. Його батьки були звичайними селянами. 17 лютого 1893 році став на службу добровольцем 2-го розряду в 2-й Ковенський кріпосний піхотний батальйон. 3 липня 1894 отримав звання молодшого унтер-офіцера. 31 серпня 1894 року поступив до Віленського військового училища, яке закінчив 10 серпня 1896 року. Призначений підпрапорщиком в 97-й піхотний Ліфляндський полк в Двінську. Потім служив в 189-му піхотному резервному Белгорайському полку, а в 1905 році — в 183-му піхотному Пултуському полку.
У березні 1916 року отримав звання полковника, з 25 листопада того ж року — командир 7-го латиського Бауського стрілецького полку. З 16 лютого 1917 — командувач 1-й латиської стрілецької бригади. У жовтні 1917 року був представлений до звання генерал-майора, але через Жовтневий перевороту отримати його не встиг. Під час Першої світової війни був тричі поранений.
У липні 1917 року спільно з полковником Фрідріхом Бріедісом виступив з ініціативою створення латиської військової земляцької організації «Національної спілки латиських воїнів». У серпні 1917 року група Гопперса-Бріедіса брала участь в поході генерала Корнілова на Петроград. У жовтні 1917 року виступив активним противником взяття влади більшовиками в Петрограді. У листопаді група Гопперса-Бріедіса встановила контакт з Борисом Савінковим, якому запропонувала очолити створену ними організацію «Союз захисту Батьківщини і Свободи» (начальником штабу цієї організації він сам був до середини квітня 1918 року).
До 9 травня 1918 мешкав в Сизрані, встав на армійський облік як колишній полковник імператорської армії, потім викликаний в Ярославль, де призначений начальником Ярославської дивізії РСЧА.
Був учасником Ярославського повстання. Після його поразки приєднався до Народної армії КОМУЧа. Призначений головним комендантом штабу військ Директорії в Уфі. У листопаді 1918 — лютому 1919 — в резерві. У лютому 1919 року отримав звання генерал-майора. З лютого 1919 року займався формуванням 21-ї Яїцької стрілецької дивізії в Троїцьку Оренбурзької губернії. До 23 вересня 1919 року — начальник цієї дивізії в складі 11-го Яїцького армійського корпусу Південної армії генерала Павла Бєлова. Брав участь в боях на річці Великий Ік у травні 1919 році, у селі Червона мечеть (липень 1919), під Авзяно-Петровським заводом (липень 1919), станицями Кизильскій і Великопетровській (серпень 1919), під Орськом і Актюбінськом (серпень-вересень 1919). Після призначення командувачем Південної армії генерала А. І. Дутова і розформування корпусу дезертирував з армії і поїхав до Омська, відрядивши завчасно з дивізії 15 офіцерів-латишів.
Прибув до Омська в кінці жовтня 1919 року і 1 листопада був призначений командиром Імантського латиського полку (підлеглого французькому командуванню), з яким перед вступом більшовиків до Омська поїхав до Владивосток. У 1920 році з Владивостока в складі латиського Імантського полку повернувся до Латвії, де служив начальником Відземської дивізії. У квітні 1934 року народження, в переддень військового перевороту Карліса Улманіса, пішов у відставку. Брав активну участь в діяльності товариства латиських стрільців і в скаутському русі.
30 вересня 1940 був заарештований НКВД, засуджений до смертної кари і розстріляний з кулемета 25 березня 1941 року в передмісті Риги.
Останки Гопперса були пізнані в загальній могилі в Ульброці і 6 травня 1944 року перепоховано на Ризькому братському кладовищі під скульптурою Матері — Латвії. Наскільки відомо, це місце поховання зберігалося протягом усього радянського періоду — з 1944 по 1990-і роки. Серце генерала відповідно до його заповітом 7 травня 1944 року був поховано на кладовищі в Трікаті (на «малій батьківщині» Карліс Гопперса) .

## Нагороди
- Орден Святого Георгія III, IV ст.
- Золота зброя «За хоробрість».
- Орден Святого Володимира III ст. з мечами, IV ст. з мечами та бантом.
- Орден Святої Анни II ст. з мечами, III ст. з мечами та бантом.
- Орден Святого Станіслава II ст. з мечами, III ст.
- Військовий орден Лачплесіса II, III ст.
- Орден Трьох зірок II, III ст.
- Орден Почесного легіону III ст.
- Чехословацький воєнний хрест 1939.
- Орден Леопольда II.
- Орден Великого князя Литовського Гедиміна II ст.
- Орден Білої троянди (Фінляндія) II ст.
- Орден Зірки Карагеоргія 3-го ступеня (Сербія).
- Орден Меча 2-го ступеня (Швеція).
- Орден Орлиного хреста 2-го ступеня (Естонія).

Гопперс став одним з 72-х георгіївських кавалерів Першої світової війни, удостоєних 3-го ступеня ордена Святого Георгія (подібне нагородження стало єдиним для латишів і досить рідкісним в практиці нагородження офіцерів в чині полковника в 1914—1918 роки: таких тільки 10 в списку з 72-х нагороджених.